# Förstakammarvalet i Sverige 1887
Förstakammarvalet i Sverige 1887 var ett val i Sverige. Valet utfördes av landstingen och i de städer som inte hade något landsting utfördes valet av stadsfullmäktige. 1887 fanns det totalt 1 129 valmän, varav 1 099 deltog i valet.
I halva Stockholms stads valkrets ägde valet rum den 8 januari. I halva Gävleborgs läns valkrets ägde valet rum den 25 april. I Göteborgs stads valkrets ägde valet rum den 8 september. I Stockholms läns valkrets, 2/3 av Göteborgs och Bohusläns valkrets, Älvsborgs läns valkrets, Skaraborgs läns valkrets, Örebro läns valkrets, andra halvan av Gävleborgs läns valkrets och Västernorrlands läns valkrets ägde valet rum den 20 september. I Jönköpings läns valkrets ägde valet rum den 21 september. I resterande tredjedel av Göteborgs och Bohusläns valkrets ägde valet rum den 23 september. I Gotlands läns valkrets ägde valt rum den 26 september. I Kristianstads läns valkrets, Malmöhus läns valkrets, Västmanlands läns valkrets och Kopparbergs läns valkrets ägde valet rum den 27 september och i den andra halvan av Stockholms stads valkrets ägde valet rum den 29 november.

## Valresultat
| Parti  | Parti                     | Röster | Valda | Mandatfördelning | Mandatfördelning | Mandatfördelning |
| Parti  | Parti                     | Röster | Valda | FK 1887A         | FK 1888          | +/-              |
| ------ | ------------------------- | ------ | ----- | ---------------- | ---------------- | ---------------- |
|        | Protektionistiska partiet | 411    | 11    | -                | 51               | +51              |
|        | Minoritetspartiet         | 108    | 3     | -                | 31               | +31              |
|        | Partilösa                 | 331    | 9     | 143              | 62               | -81              |
|        | Övriga                    | 437    | 0     | 143              | 0                | -81              |
| Totalt | Totalt                    | 1 287  | 23    | 143              | 144              | +1               |

## Invalda riksdagsmän
Stockholms stads valkrets:
- Gillis Bildt
- Robert Almström, prot

Stockholms läns valkrets:
- Wilhelm Stråle
- Gustaf Ekdahl, prot

Jönköpings läns valkrets:
- Fredrik von Strokirch, prot

Gotlands läns valkrets:
- Suno Engström

Kristianstads läns valkrets:
- Nils Andersson

Malmöhus läns valkrets:
- Ludvig Kockum, min

Göteborgs och Bohusläns valkrets:
- Fredrik Daniel Carlborg
- Abraham Rundbäck, prot
- Johan Sanne, prot

Göteborgs stads valkrets:
- Sigfrid Wieselgren, min

Älvsborgs läns valkrets:
- Isak Wallberg, prot
- Per Johan Andersson, prot

Skaraborgs läns valkrets:
- Anders Larsson, prot

Örebro läns valkrets:
- Knut Bohnstedt, prot

Västmanlands läns valkrets:
- Johan Mallmin, prot

Kopparbergs läns valkrets:
- Emil Königsfeldt

Gävleborgs läns valkrets:
- Gustaf Gilljam, prot
- Olof Widmark, min

Västernorrlands läns valkrets:
- Jonas Sjölund
- Wilhelm Huss
- Herman Ölander

## Fotnoter
1. ↑  Siffrorna avser de sammanlagda röstetalen för de riksdagsledamöter som tillhörde respektive parti och valdes under detta år. Rösterna på kandidater som tillhörde partierna men inte vann ett riksdagsmandat har alltså sorterats in under "övriga". Röstetalen på valkretsnivå är hämtade från SCB och riksdagsledamöternas partitillhörigheter är baserade på uppgifter från bokserien Tvåkammarriksdagen 1867–1970.